# Южно-Сахалинская апостольская префектура
Южно-Сахалинская Апостольская Префектура (лат. Apostolica Praefectura Sachaliniana Meridionalis) — административно-территориальная единица Римско-Католической Церкви с центром в городе Южно-Сахалинск (Сахалинская область, Россия), в которую входит южная часть острова Сахалин и Курильские острова. Подчиняется непосредственно Святому Престолу.

## История
Южно-Сахалинская Апостольская префектура была создана 18 июля 1932 года бреве «Настоятельно с нами» (лат. Cum Nos instanter) папы римского Пия XI, который выделил её из Апостольского викариата Саппоро (ныне — епархия Саппоро). Первоначально Южно-Сахалинская префектура имела название «Апостольская префектура Карафуто». Название Карафуто связано с тем, что в 1845 году Япония в одностороннем порядке провозгласила свой суверенитет над всем островом Сахалин, с 1869 года называвшемся по-японски Карафуто (с подачи японского правительственного агентства «Комиссия по освоению земель»). В 1932 году на острове была создана католическая миссия «Sui iuris Karafutoensis», которая стала обслуживать проживавших на Сахалине католиков-японцев. 21 мая 1938 года, когда южная часть Сахалина принадлежала Японии, миссия «sui iuris Karafutoensis» была преобразована в Апостольскую префектуру Карафуто.
После передачи южной части Сахалина СССР, Апостольская префектура Карафуто сохранила своё название, хотя фактически прекратила своё существование. После восстановления Католических структур в России сохранение за префектурой японского названия вызвало негативное отношение государственных органов Российской Федерации. Глава епархии святого Иосифа епископ Ежи Мазур имел титул «ординарий епархии святого Иосифа и администратор Карафуто». МИД России расценил использование в титуле епископа Ежи Мазура японского названия острова Сахалина как недружественный акт и вмешательство во внутренние дела России со стороны Святого Престола что привело к тому, что гражданин Польши епископ Ежи Мазур был объявлен «persona non grata». В связи с этим 10 апреля 2002 года Иоанн Павел II переименовал Апостольскую префектуру Карафуто в Южно-Сахалинскую Апостольскую префектуру.
По данным заведующего кафедрой общих дисциплин Филиала Дальневосточного федерального университета в Южно-Сахалинске Кирилла Товбина католическая община в Сахалинской области является «малой, замкнутой и этнической, объединяющей представителей и потомков польской и корейской диаспор, с небольшим вкраплением неофитов. Какого-либо серьёзного влияния на ментальность Сахалина эта община не оказывает».

## Ординарии префектуры
- епископ Венцеслаус Йозеф Кинольд (1934 г. — 1938 г.), апостольский администратор;
- свящ. Фелис Германн OFM (31.05.1938 г. — 1941 г.), апостольский префект Карафуто;
- свящ. Тодо Лоренцо Татеваки (1941 г. — 1944 г.), апостольский администратор Карафуто;
- свящ. Агостино Исаму Сено (1944 г. — 1953 г.), апостольский префект Карафуто;
- епископ Бенедикт Такахико Томидзава (30.01.1953 г. — 26.03.1989 г.), апостольский префект Карафуто; с 1952 по 1987 — епископ Саппоро;
- епископ Пётр Тосио Дзинуси (26.03.1989 г. — 2000 г.), апостольский администратор; с 1987 — епископ Саппоро;
- епископ Ежи Мазур SVD (2000 г. — 17.04.2003 г.), апостольский администратор; с 18.05.1999 по 11.02.2002 — апостольский администратор Восточной Сибири, с 11.02.2002 по 17.04.2003 — ординарий епархии св. Иосифа в Иркутске;
- епископ Кирилл Климович (17.04.2003 г. — по настоящее время), апостольский администратор; с 17.04.2003 — ординарий епархии св. Иосифа в Иркутске и администратор Южно-Сахалинской апостольской префектуры.